# Sint-Jozefkerk (Ternat)

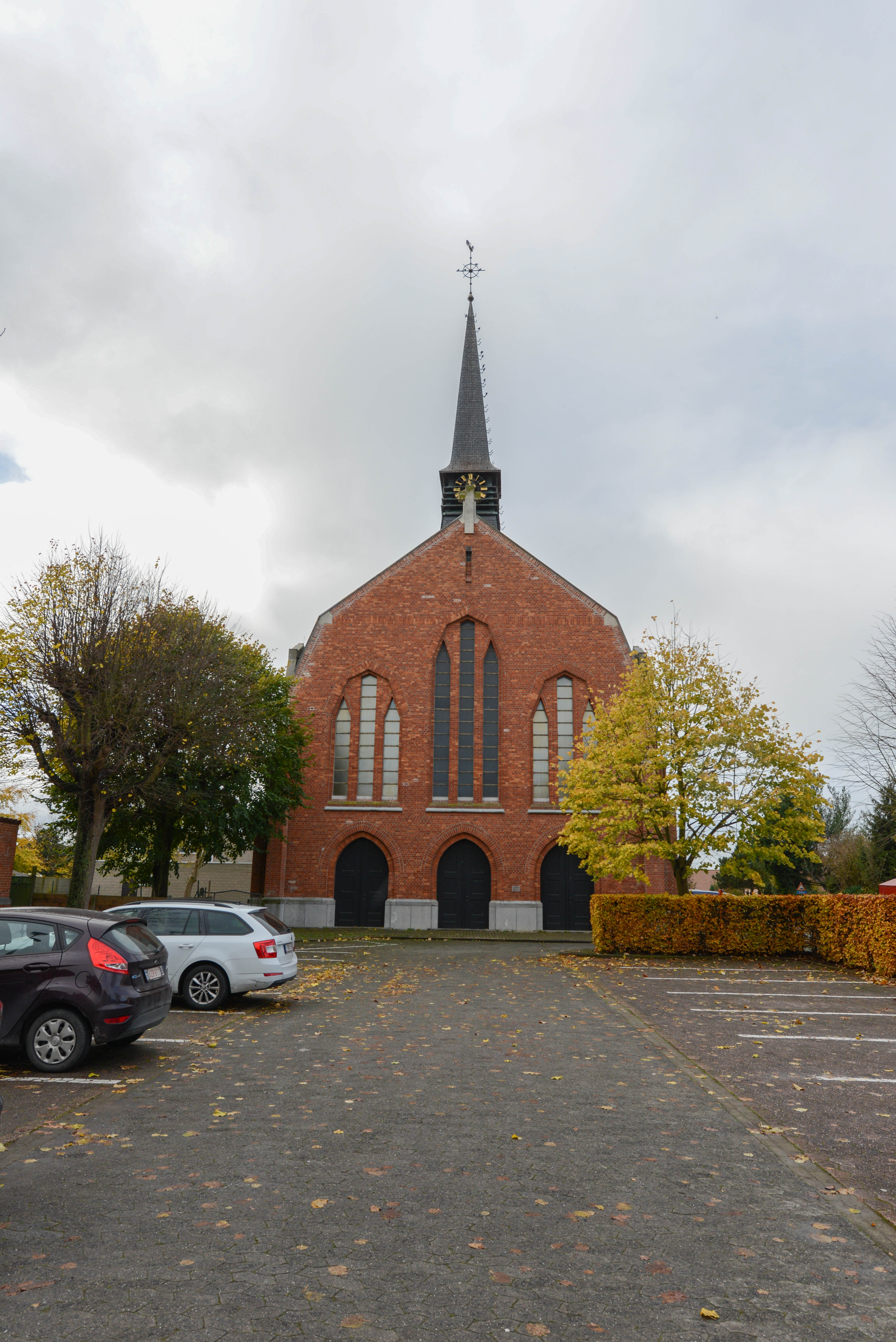
Ingang van de kerk

De Sint-Jozefkerk is een art-decokerk gelegen in het gehucht "Den Bos" van Sint-Katherina-Lombeek (deelgemeente van Ternat).

## Historiek
De parochiekerk Sint-Jozef werd op 18 december 1932 door bisschop Van Cauwenbergh plechtig ingewijd.
Ten tijde van de oprichting van de Sint-Jozefkerk was de grote periode van kerkenbouw voorbij. De Sint-Jozefkerk situeert zich tussen art deco en modernisme, tussen traditie en vernieuwing. De sobere vormgeving legt de nadruk op het spel van volumes alsook op de inherente schoonheid van de gebruikte materialen.

Dit gebouw is een uitstekend voorbeeld van rationalistische architectuur: de naakte muren die de weidse ruimte omsluiten worden uitstekend door de openingen en door reliëfs geritmeerd. De structurele logica wordt benadrukt door veranderingen in materiaalgebruik. Kanunnik Lemaire vermengt bij de bouw van de Sint-Jozefkerk historische vormen met een modernistisch concept; het verdiepte rondboogportaal en de rondboogvensters verwijzen naar de romaanse bouwkunst, terwijl de lancetvensters en de sterke gerichtheid schatplichtig zijn aan de gotiek. Bij de uitvoering is de bescheiden klokkenruiter groter uitgevoerd en geplaatst ter vervanging van de naast gelegen klokkentoren. Het interieur is contrastrijk opgebouwd. Het koor met zijn panelen in keramiektegels doet denken aan de koele sfeer van de eerste ontwerpen van Henry Van de Velde en de architectuur van Berlage. Het interieur heeft ook typische art-deco kenmerken: een klare duidelijke lijnvoering compacte en eenvoudige massa’s in baksteenmetselwerk.

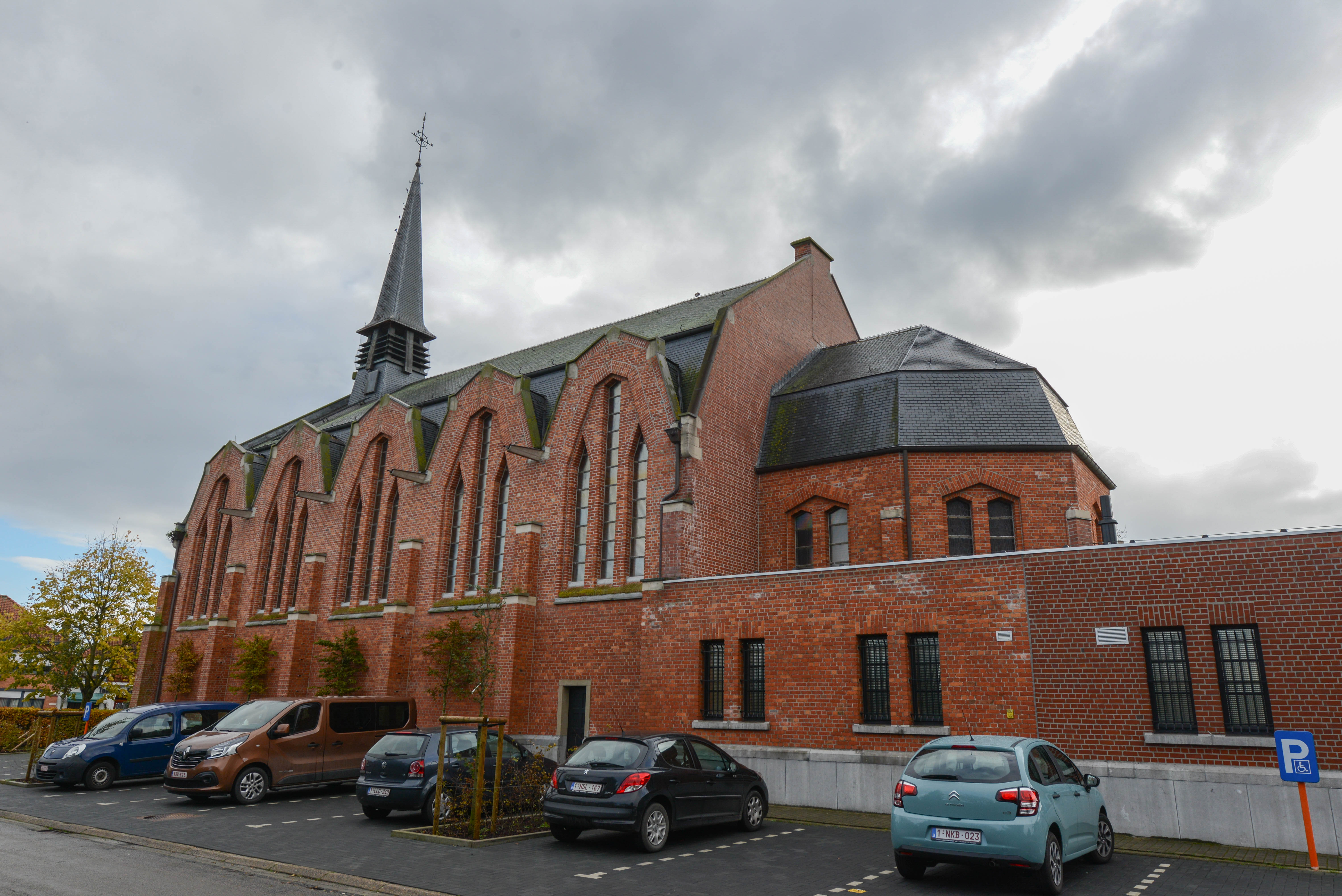
Zuidgevel met zicht op het koor
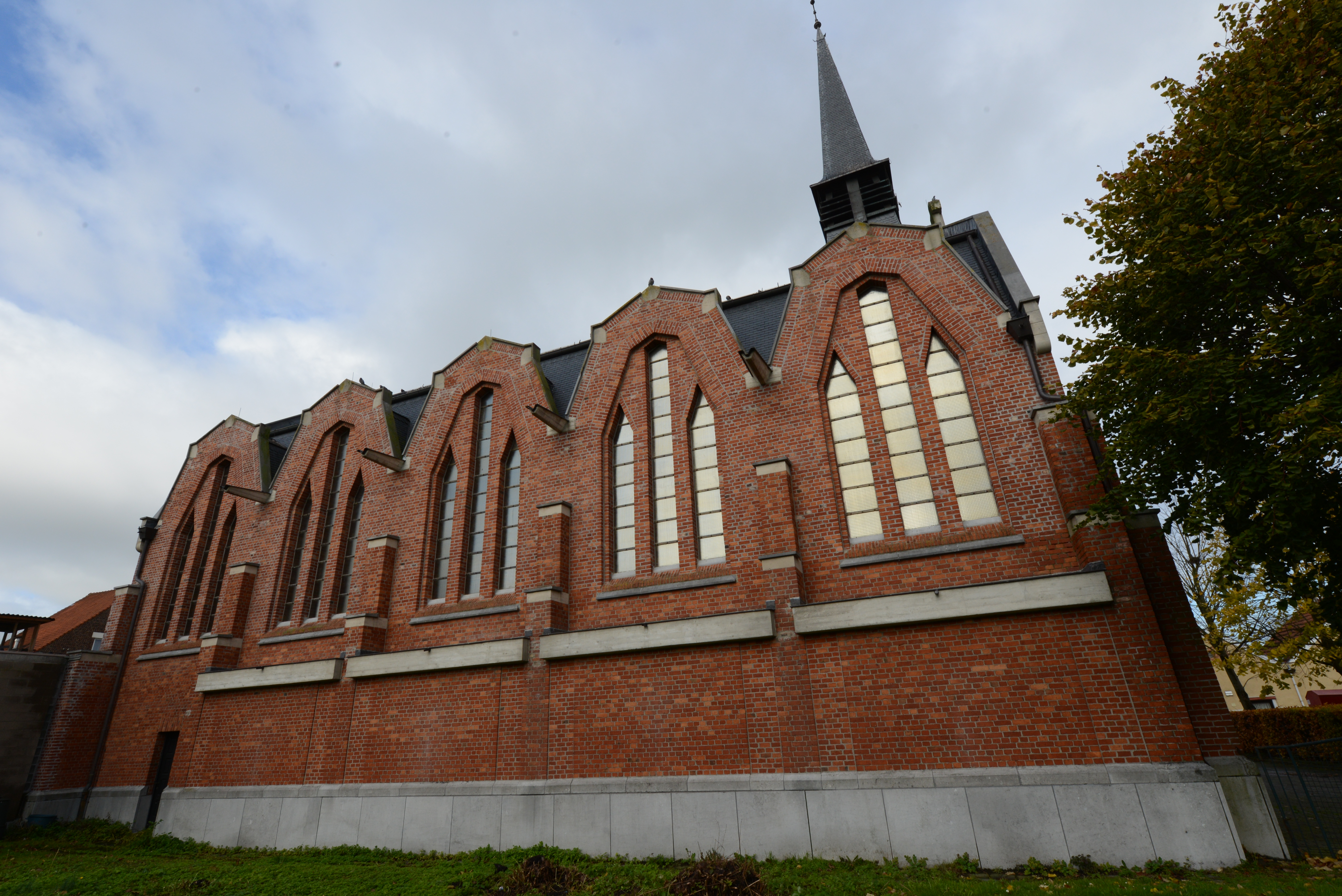
Noordgevel
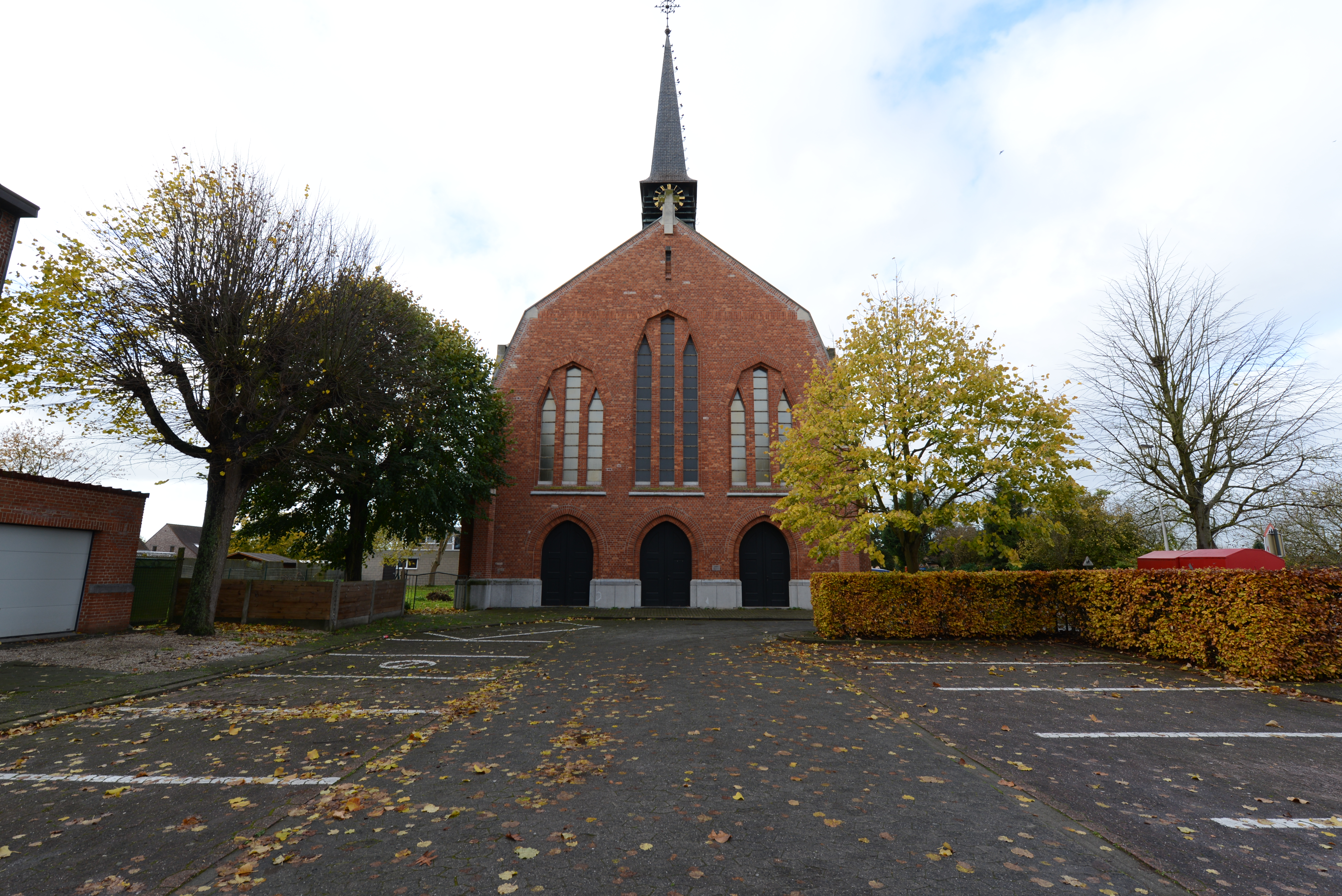
Portaal
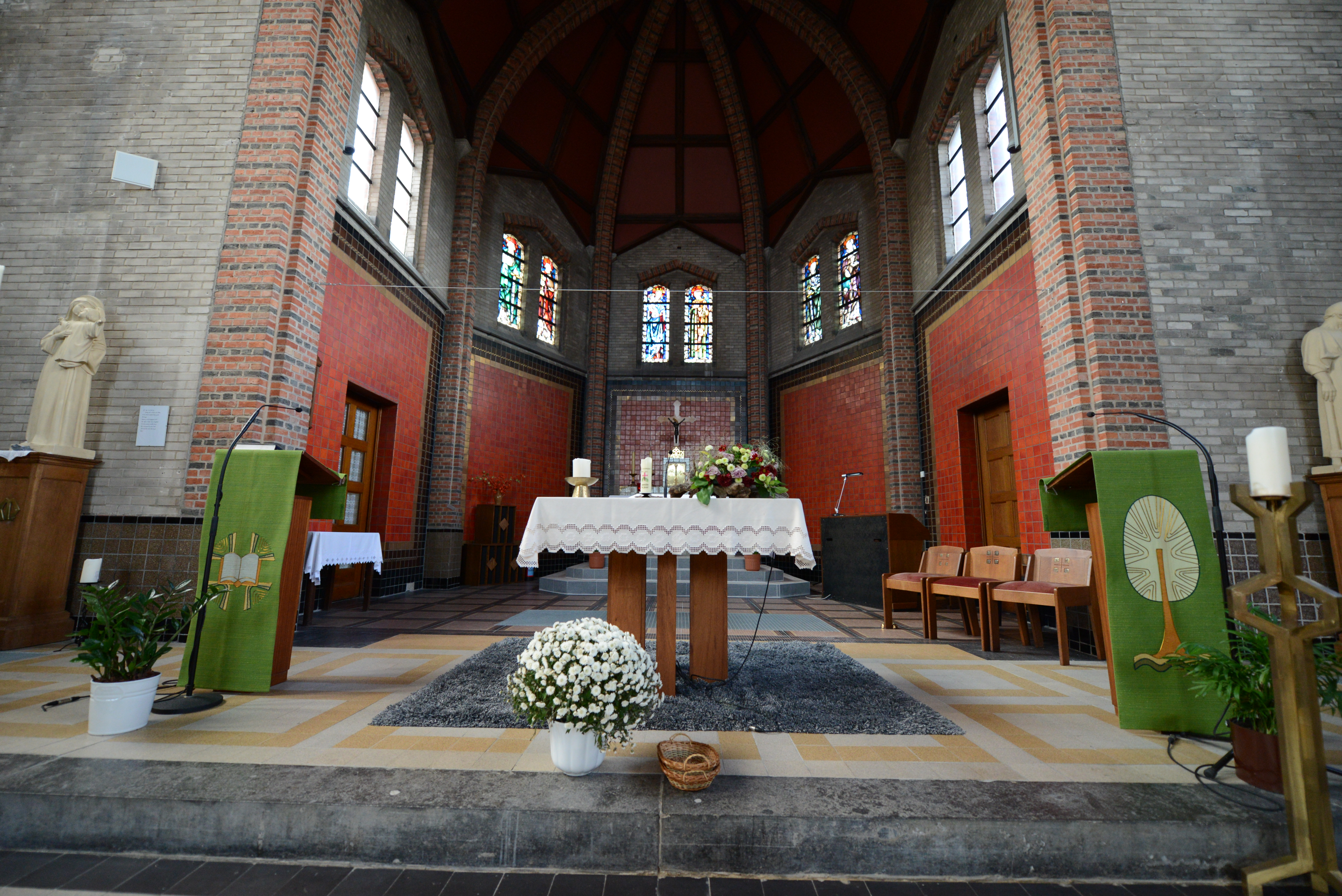
Gezicht op het koor
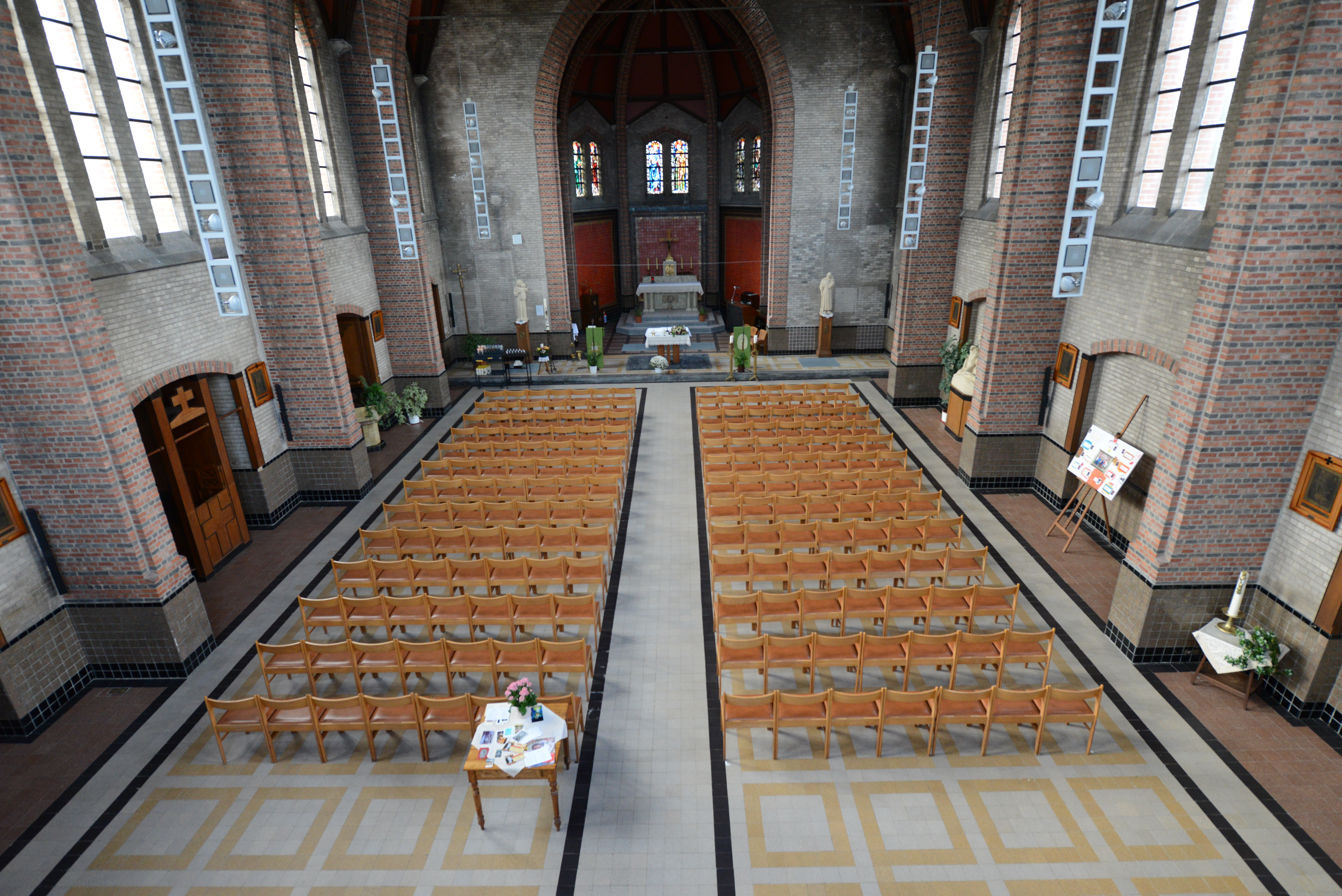
Het schip gezien van het doksaal
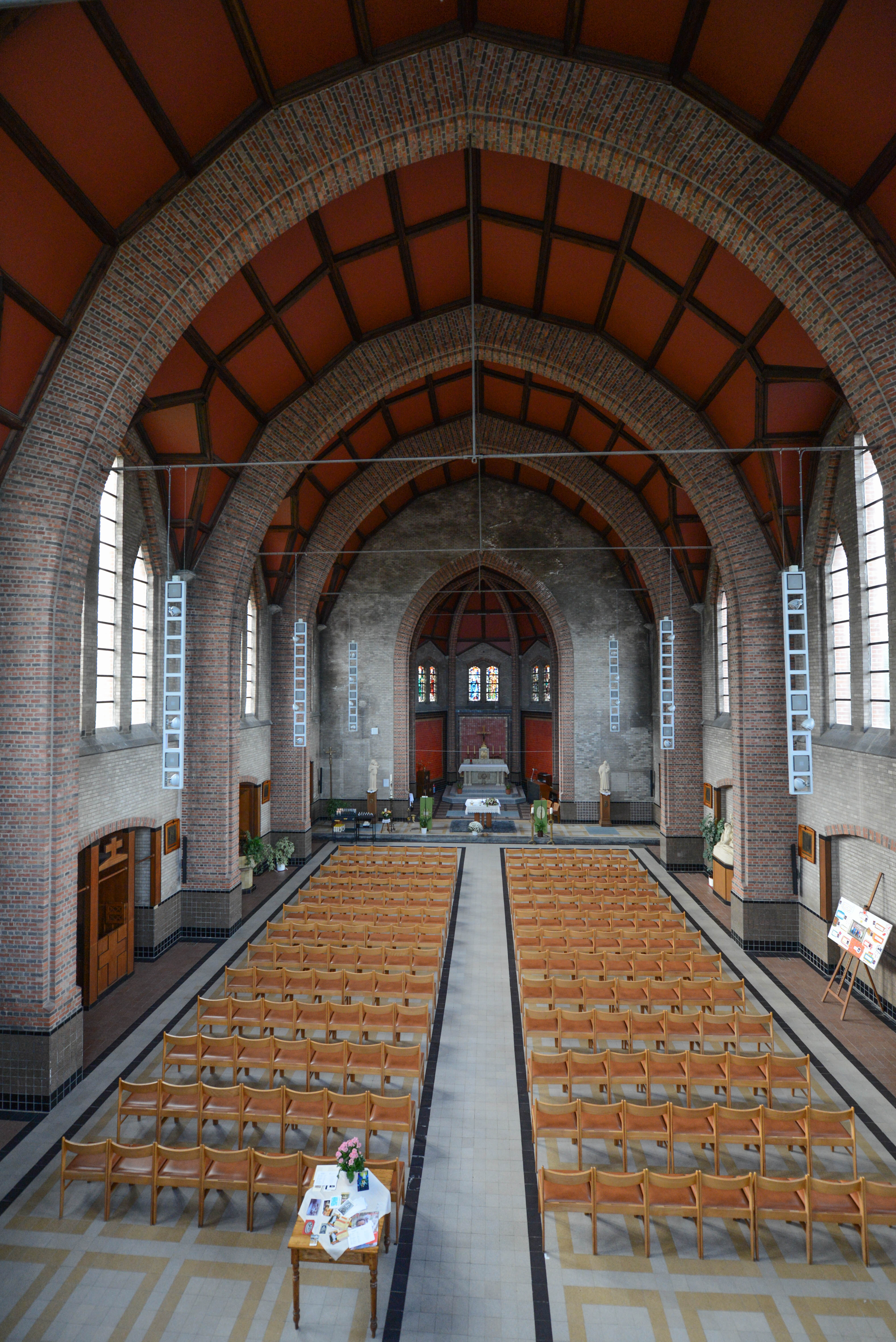
Het schip met gezicht op de gewelfstructuur
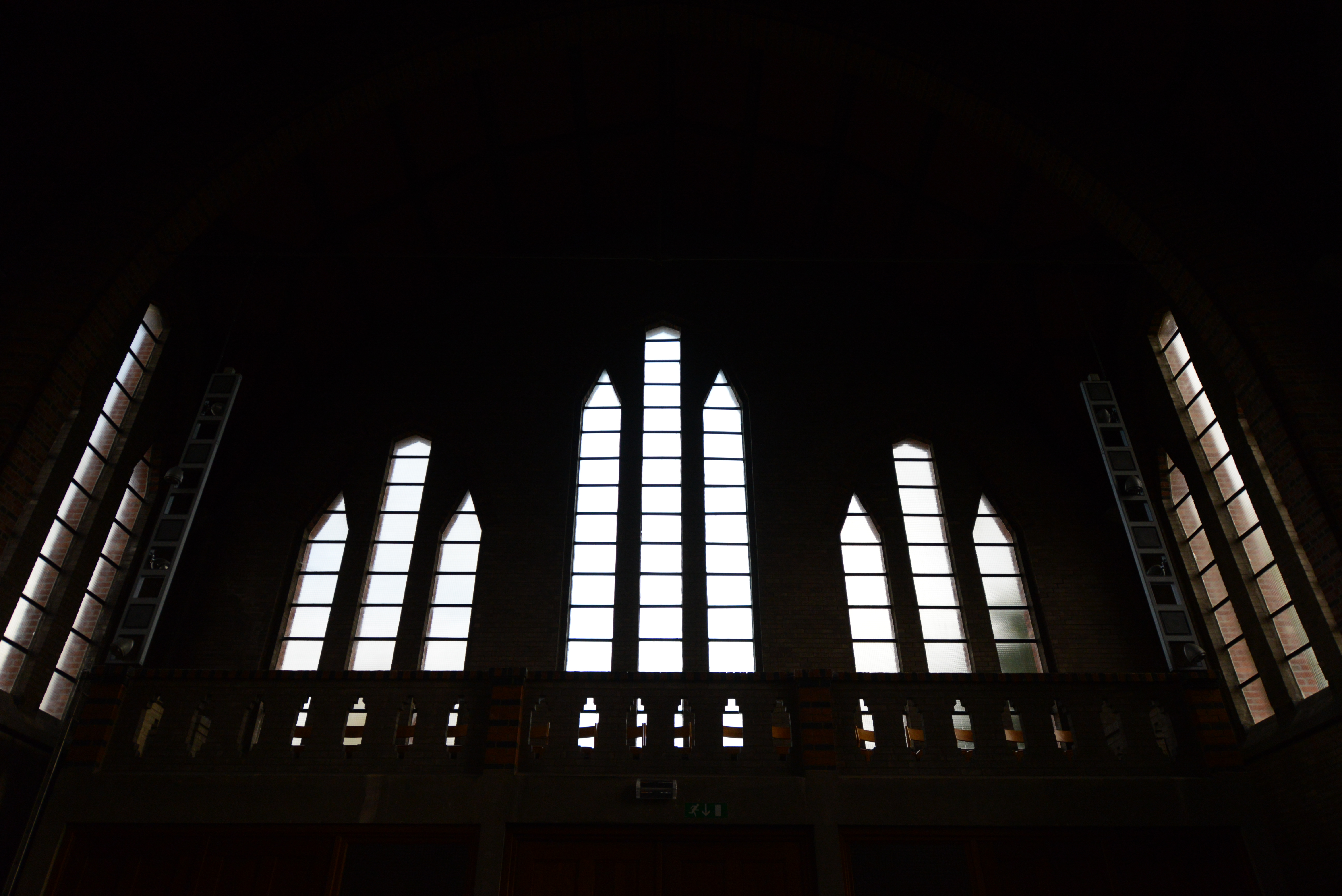
Opstand van de raampartijen
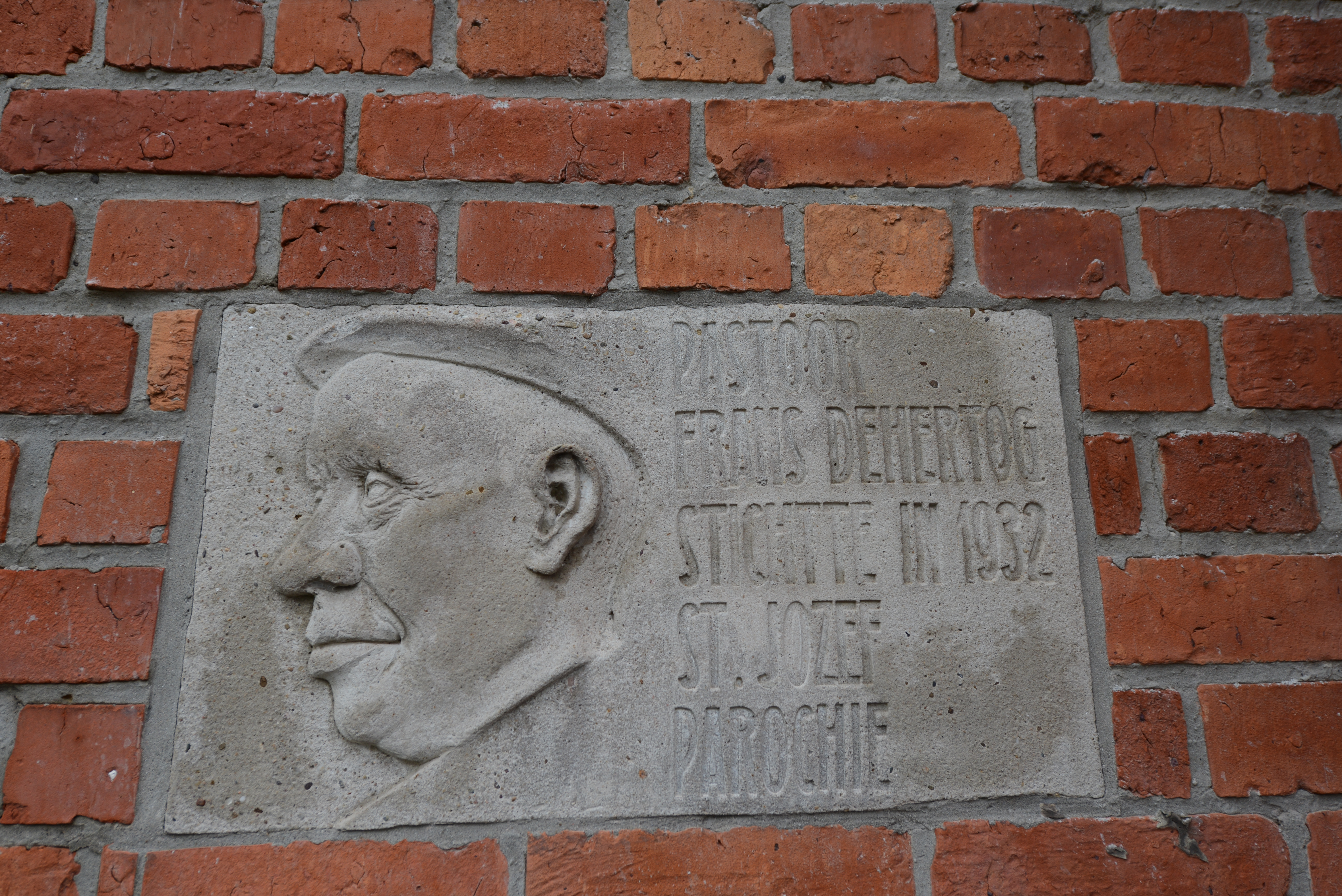
Datumsteen

## De kerk als erfgoed
De Sint-Jozefkerk is erkend als “waardevol gebouw” door de bestendige deputatie van de provincie Vlaams-Brabant op 4 december 2003.